# El hijo pródigo (álbum)
El hijo pródigo es el quinto álbum de estudio de la banda española de metal Avalanch. De la producción y composición se vuelve a encargar principalmente Alberto Rionda, considerando ideas de sus compañeros. Este álbum marcó un punto de inflexión para la banda, que transicionó desde el power metal hacia un potente híbrido de metal progresivo y hard rock, redefiniendo su sonido. Su sencillo principal es "Alas de cristal", del que se grabó también un videoclip; el primero de una banda española disponible en formato iPod.

## Canciones
1. Alas de cristal (4:13)
2. Semilla de rencor (4:35)
3. Aún respiro (4:00)
4. La cara oculta de la luna (5:53)
5. Tu fuego en mí (3:43)
6. Papel roto (4:03)
7. Mar de lágrimas (3:47)
8. Un paso más (5:40)
9. Lágrimas negras (3:50)
10. El hijo pródigo (5:00)
11. Volviendo a casa (2:13) (pista adicional instrumental incluida en la edición especial)

## Personal[3]
- Alberto Rionda: Guitarras, grabación y producción
- Ramon Lage: Voz y coros
- Fran Fidalgo: Bajo
- Dany León: Guitarras
- Roberto Junquera: Teclados, flautas y percusiones escocesas[4]
- Marco Álvarez: Batería